# Logical Link Control and Adaption Layer Protocol
Logical Link Control and Application Layer Protocol (L2CAP) – protokół łącza logicznego.
Jest to w zasadzie pierwszy protokół implementowany programowo, a stosowany w łączach asynchronicznych – ACL. Podstawową funkcją tego mechanizmu jest multipleksacja danych pochodzących z warstwy wyższej. Innym zadaniem jest dopasowanie wielkości przesyłanych pakietów do rozmiaru ramek generowanych przez sterownik łącza. L2CAP dba także o zachowanie parametrów QoS wynikających ze specyfikacji realizowanej usługi.
Natomiast jeśli chodzi o łącza synchroniczne (SCO), to nie potrzebują one adaptacji, stąd nie wymagają specjalizowanego protokołu.